# Walter Camp Award

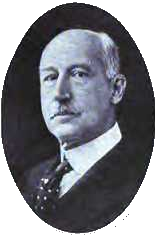
Walter Camp, 1919

Der Walter Camp Award (Walter Camp Player of the Year Award) ist eine Ehrung, die jährlich dem Spieler des Jahres im US-amerikanischen College Football zugesprochen wird.

## Wahlberechtigt

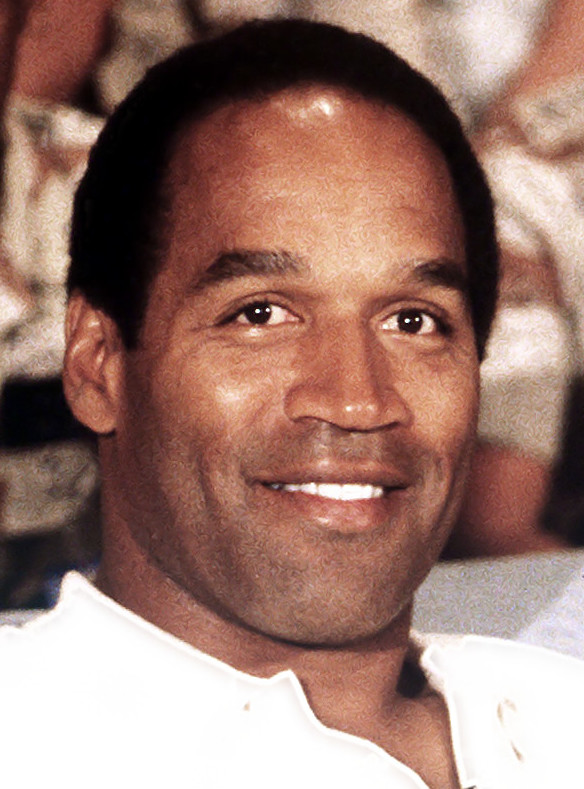
O. J. Simpson

Wahlberechtigt ist jedes Mitglied der Walter Camp Football Foundation (WCFF). Als Entscheidungshilfe dient dabei die Wahl zum All-American-Team, welche jährlich durch die Collegefootballtrainer aus den Collegefootballmannschaften, die in der NCAA 1A Division angesiedelt sind, sowie den Sportdirektoren dieser Mannschaften, erfolgt. Auch die Wahl zum All-American-Team wird durch die WCFF organisiert, die die entsprechenden Wahlscheine verschickt und auswertet.
Die Walter Camp Football Foundation hat sich unter anderem zur Aufgabe gemacht, die Erinnerung an den ehemaligen Footballtrainer und Förderer des American Footballsports Walter Camp aufrechtzuerhalten. Camp hat in den Anfangsjahren dieser Sportart an dessen Entwicklung und Regelentstehung entscheidenden Anteil gehabt. Er hatte 1889 das erste landesweite All-American-Team zusammengestellt.
Die WCFF vergibt weitere Preise, so den Walter Camp Coach of the Year Award, an den besten Collegefootballtrainer des Jahres. Der WCFF kann bei Interesse jeder Footballfan beitreten. Die Mitarbeit erfolgt freiwillig.
Der Walter Camp Award wird seit 1967 vergeben. Neben der WCFF vergeben auch andere Organisationen jährlich Preise für den besten Collegefootballspieler des Jahres, wie zum Beispiel die Heisman Trophy und der Maxwell Award, die von allen Spielern unabhängig auf welcher Position sie spielen, gewonnen werden können oder Preise für Spieler, die auf bestimmten Positionen eingesetzt werden, wie zum Beispiel der Doak Walker Award, der für Runningbacks bestimmt ist oder der Dick Butkus Award, der dem besten Linebacker verliehen wird.

## Gewinner

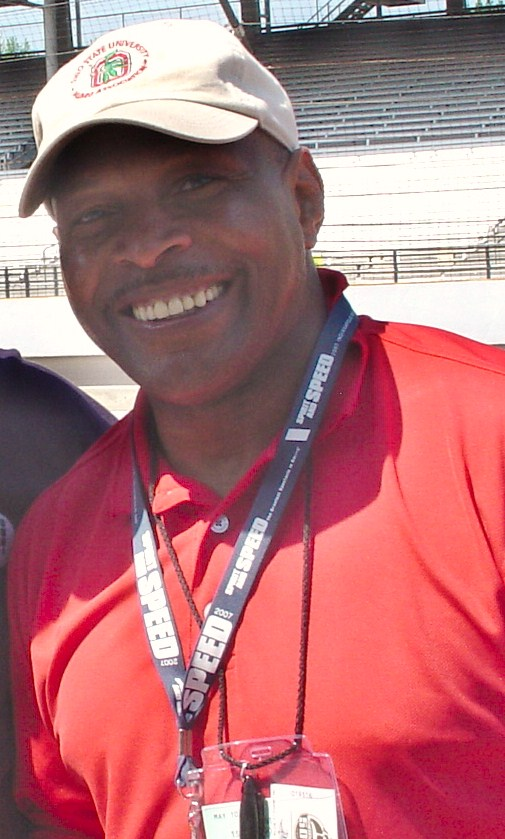
Archie Griffin

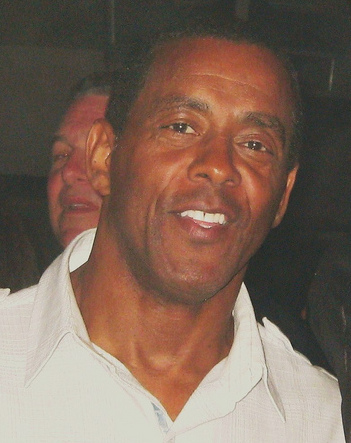
Tony Dorsett

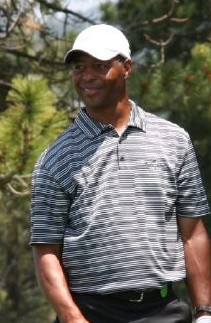
Marcus Allen

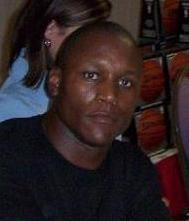
Barry Sanders

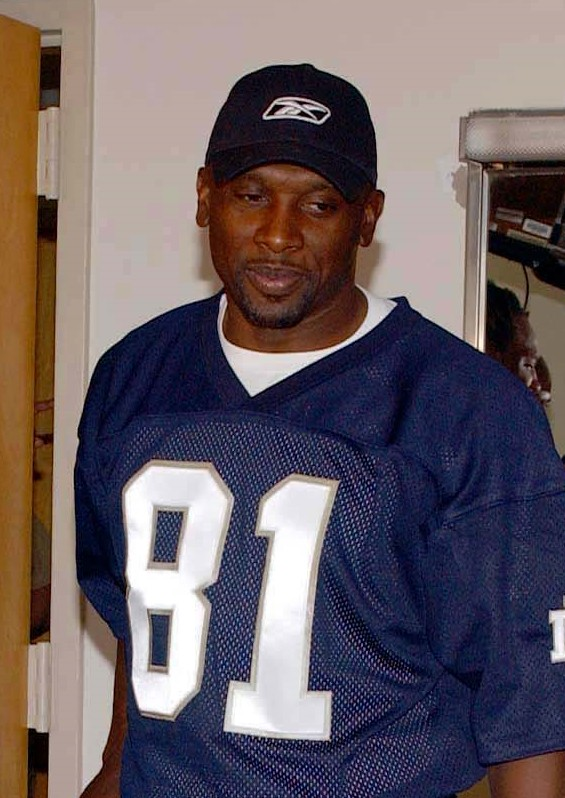
Tim Brown

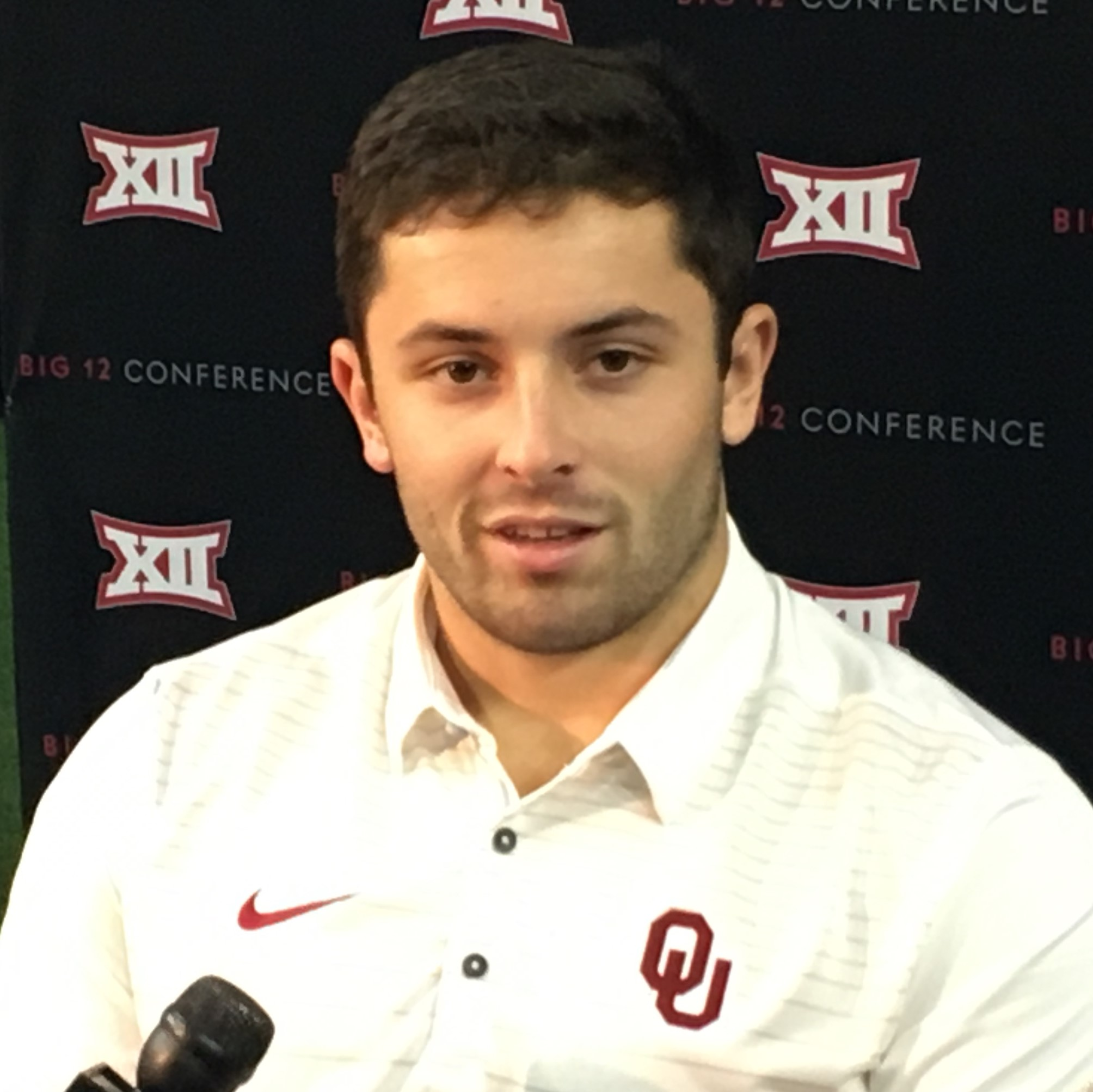
Baker Mayfield

| Jahr | Gewinner           | College        | College Football Hall of Fame |
| ---- | ------------------ | -------------- | ----------------------------- |
| 1967 | O. J. Simpson      | USC            | ja                            |
| 1968 | O. J. Simpson      | USC            | ja                            |
| 1969 | Steve Owens        | Oklahoma       | ja                            |
| 1970 | Jim Plunkett       | Stanford       | ja                            |
| 1971 | Pat Sullivan       | Auburn         | ja                            |
| 1972 | Johnny Rodgers     | Nebraska       | ja                            |
| 1973 | John Cappelletti   | Penn State     | ja                            |
| 1974 | Archie Griffin     | Ohio State     | ja                            |
| 1975 | Archie Griffin     | Ohio State     | ja                            |
| 1976 | Tony Dorsett       | Pittsburgh     | ja                            |
| 1977 | Ken MacAfee        | Notre Dame     | ja                            |
| 1978 | Billy Sims         | Oklahoma       | ja                            |
| 1979 | Charles White      | USC            | ja                            |
| 1980 | Hugh Green         | Pittsburgh     | ja                            |
| 1981 | Marcus Allen       | USC            | ja                            |
| 1982 | Herschel Walker    | Georgia        | ja                            |
| 1983 | Mike Rozier        | Nebraska       | ja                            |
| 1984 | Doug Flutie        | Boston College | ja                            |
| 1985 | Bo Jackson         | Auburn         | ja                            |
| 1986 | Vinny Testaverde   | Miami (Fla.)   | ja                            |
| 1987 | Tim Brown          | Notre Dame     | ja                            |
| 1988 | Barry Sanders      | Oklahoma State | ja                            |
| 1989 | Anthony Thompson   | Indiana        | ja                            |
| 1990 | Raghib Ismail      | Notre Dame     | ja                            |
| 1991 | Desmond Howard     | Michigan       | ja                            |
| 1992 | Gino Torretta      | Miami (Fla.)   | ja                            |
| 1993 | Charlie Ward       | Florida State  | ja                            |
| 1994 | Rashaan Salaam     | Colorado       | ja                            |
| 1995 | Eddie George       | Ohio State     | ja                            |
| 1996 | Danny Wuerffel     | Florida        | ja                            |
| 1997 | Charles Woodson    | Michigan       | ja                            |
| 1998 | Ricky Williams     | Texas          | ja                            |
| 1999 | Ron Dayne          | Wisconsin      | ja                            |
| 2000 | Josh Heupel        | Oklahoma       | nein                          |
| 2001 | Eric Crouch        | Nebraska       | ja                            |
| 2002 | Larry Johnson      | Penn State     | nein                          |
| 2003 | Larry Fitzgerald   | Pittsburgh     | ja                            |
| 2004 | Matt Leinart       | USC            | ja                            |
| 2005 | Reggie Bush        | USC            | ja                            |
| 2006 | Troy Smith         | Ohio State     | nein                          |
| 2007 | Darren McFadden    | Arkansas       | ja                            |
| 2008 | Colt McCoy         | Texas          | nein                          |
| 2009 | Colt McCoy         | Texas          | nein                          |
| 2010 | Cam Newton         | Auburn         | als Profi aktiv               |
| 2011 | Andrew Luck        | Stanford       | ja                            |
| 2012 | Manti Te'o         | Notre Dame     | nein                          |
| 2013 | Jameis Winston     | Florida State  | als Profi aktiv               |
| 2014 | Marcus Mariota     | Oregon         | als Profi aktiv               |
| 2015 | Derrick Henry      | Alabama        | als Profi aktiv               |
| 2016 | Lamar Jackson      | Louisville     | als Profi aktiv               |
| 2017 | Baker Mayfield     | Oklahoma       | als Profi aktiv               |
| 2018 | Tua Tagovailoa     | Alabama        | als Profi aktiv               |
| 2019 | Joe Burrow         | LSU            | als Profi aktiv               |
| 2020 | DeVonta Smith      | Alabama        | als Profi aktiv               |
| 2021 | Kenneth Walker III | Michigan State | als Profi aktiv               |
| 2022 | Caleb Williams     | USC            | als Profi aktiv               |
| 2023 | Jayden Daniels     | LSU            | als Profi aktiv               |
| 2024 | Travis Hunter      | Colorado       | aktiv                         |